# وجيه صدقي
وجيه صدقي مغني وممثل مصري  بدأ الغناء طفلاً في مدرسة العقادين الابتدائية واستمع له مصطفي رضا  عميد معهد فؤاد الأول للموسيقي العربية، وعهد به للموسيقار الدكتور جوهر لرعايته موسيقياً. كان يغني أدوار محمد عبدالوهاب. جاءت الفرصة عندما أسند اليه المخرج جمال مدكور دور في فيلم «كازينو اللطافة» عام 1945 ثم أختفى عن الانظار حتى أستمع له المخرج عبد الرحمن شريف وأعده ليكون وجهاً جديدًا ومطرباً للسينما المصرية فأسند له دور البطولة أمام سعاد حسني وأحمد رمزي في فيلم «أول حب» عام 1964 ولكنه لم يكرر التجربة وإحتجب تمامًا بعدها عن العمل الفني.

## أعماله في السينما
فيلم «كازينو اللطافة» للمخرج جمال مدكور عام 1945
فيلم «أول حب» للمخرج عبد الرحمن شريف عام 1964، وقام بدور محمد البنهاوي.

## وصلات خارجية
- وجيه صدقي على موقع دهليز
- وجيه صدقي على موقع السينما
- وجيه صدقي على موقع يوتيوب
- وجيه صدقي على موقع ساماعي
- وجيه صدقيعلى موقع كاروهات